# Цюань Хунчань
Цюань Хунчань (кит. упр. 全红婵, пиньинь Quán Hóngchán, род. 28 марта 2007) — китайская прыгунья в воду. Пятикратная чемпионка мира.
В октябре 2020 года (в 13 лет) Хунчань выиграла чемпионат Китая в прыжках с 10-метровой вышки.
Олимпийская чемпионка 2020 года. Являлась самой молодой представительницей Китая на Олимпийских играх в Токио.